# Sukuk
Le sukuk (de l'arabe صكوك, pluriel de صك, sakk) désigne dans le droit musulman un certificat d'investissement conforme à la charia. Il est en quelque sorte l'équivalent, dans le domaine de la finance islamique, des obligations de la finance classique.
Un sukuk correspond à un projet déterminé. Les profits versés annuellement correspondent aux gains que ces projets devraient générer. Juridiquement, ils s'apparentent au titre de propriété (quote-part) d'un actif générateurs de flux financiers.

## Fonctionnement des sukuk
Un sukuk n'est pas, comme pour les obligations conventionnelles, fondé sur une émission de dette. L'investisseur finance un actif tangible qui va fournir un revenu stable pendant une certaine durée.  
Les fonds recueillis auprès des investisseurs sont transférés vers une entité ad hoc, un fonds commun de créances (Special Purpose Vehicule ou SPV) en l'occurrence, qui va se charger de réaliser les investissements et de recueillir les revenus de ces placements pour les transférer ensuite aux investisseurs.

## Origine du mot sukuk
Le mot a la même racine arabe que « chèque ».

## Diffusion
En 2000, le volume des sukuk émis a été estimé à 97,3 milliards de dollars US par Moody's. 
Les principaux pays d’émission sont la Malaisie, le Bahreïn, le Qatar, les Émirats arabes unis, l’Arabie saoudite et le Pakistan.
L'État du Sénégal a récemment émis un sukuk d'un montant de 100 milliards de Francs CFA dans le marché de l'UEMOA.

## Les sukuks en occident
En 2006, le Royaume-Uni a été le premier pays occidental à lancer un projet de création d'un sukuk. Cette initiative a été particulièrement bien accueillie par les milieux financiers londoniens. En effet, de grandes banques britanniques ont consacré des branches entières de leurs activités à la finance islamique afin de profiter de ressources financières inexploitées au sein des pays musulmans.
Le Royaume-Uni fut également le premier pays à créer un marché secondaire des sukuks (marché de revente des titres achetés). Il fut aussi le premier pays occidental à accueillir une banque islamique en 2004 : The Islamic Bank of Britain et il reste en 2011 le seul pays occidental à avoir franchi cette étape.
Ce positionnement de Londres au sein de la finance islamique relève d'une tradition bien ancrée d'ouverture et d'innovation financière. Les sukuks présentent également un intérêt stratégique colossal en termes de liquidités : de nombreux musulmans pieux hésitent à épargner où à investir en raison des contradictions entre le système financier fondé sur l'intérêt et les prescriptions du Coran. Les banques islamiques leur proposent ainsi des produits correspondant à leurs attentes. En pleine crise européenne de la dette, Farmida Bi, de Norton Rose, l'explique ainsi : « Cela aiderait sûrement le marché du Royaume-Uni si le gouvernement se décidait à aller de l'avant quant à un sukuk britannique. Cela pourrait galvaniser le marché […]. ».
Néanmoins, le gouvernement britannique a décidé en 2011 de suspendre la création d'un sukuk britannique, en raison avant tout des turbulences agitant les places financières européennes. Le Royaume-Uni craignait qu'en période d'instabilité macroéconomique, l'accueil réservé à ce nouveau produit financier ne réponde pas aux attentes des investisseurs. Une peur que la plupart des financiers de la City estiment irraisonnée, voyant plutôt une occasion de lever des fonds à des taux plus faibles : « Je pense que le gouvernement a fait une erreur en ne maintenant pas son idée de bond islamique. Ils s'inquiètent du prix et de la demande mais le marché britannique est un refuge. Nous sommes confiants en une forte demande pour ce produit à la fois parce qu'il est islamique et parce que libellé en livre sterling, ce que les investisseurs recherchent alors qu'il y a tant de problèmes dans la zone euro », explique un banquier d'une grande institution de la City.
Le Royaume-Uni se dessine donc comme le prochain nœud de la finance islamique en Occident, investissant un marché financier encore peu développé et trouvant une alternative à la saturation des produits financiers conventionnels.
Les autres pays européens n'ont pas encore investi ce marché de façon significative. Si l'Allemagne possède des banques ayant développé des « fenêtres » (windows) islamiques en proposant des services conformes au Coran et ce notamment au Pakistan aucune banque islamique n'a encore été créée ni l'idée d'un sukuk effleurée. Ceci explique pourquoi pour de nombreux investisseurs, la création d'un sukuk britannique serait le préalable à un véritable développement de la finance islamique.